# Corwin D. Edwards
Corwin D. Edwards (* 1901 oder 1902 in Nevada, Missouri; † 21. April 1979 in Dallas) war ein US-amerikanischer Wirtschaftswissenschaftler.

## Akademischer Werdegang
Edwards studierte Wirtschaftswissenschaften und schloss an der University of Missouri ab. Er ging dann über ein Rhodes-Stipendium an die Oxford University nach England. Er promovierte 1928 in Wirtschaftswissenschaften an der Cornell-Universität in Ithaca, New York mit einer Dissertation über ein Gewerkschaftsthema. Er schlug zunächst die akademische Laufbahn ein, indem er ab 1933 an der New York University unterrichtete.
Nach zwei Jahrzehnten als Staatsbeamter begann er 1953 erneut mit akademischer Lehre. Er verbrachte ein Jahr an der Cambridge University in England und ein weiteres an der University of Virginia. Zwischen 1955 und 1963 war Edwards „professor of business and government“ an der University of Chicago und zwischen 1963 und 1971 „professor of economics“ an der University of Oregon.

## Tätigkeit als Autor
Edwards publizierte bis 1979 Artikel und Monographien zu den Themen Gewerkschaftswesen, Marketing, Wettbewerbspolitik, Antitrust, Monopol, Kartelle, Großunternehmen, Konzentration, Preisregulierung, Patente und Konsumenteninteressen.
Seit den 1940er Jahren verlegte er sich auf das Feld der Kartelle und Wettbewerbsbeschränkungen.
Edwards lieferte 1944 – neben den Werken von Joseph Borkin, Charles Welsh und Wendell Berge – das dritte US-amerikanische Hauptpamphlet gegen internationale Kartelle. Dies war eine radikale Position der Roosevelt-Progressivisten, die zwischen 1943 und 1946 dominierte. Sie wurde sowohl von konservativer wie auch marxistischer Seite als unrealistisch oder imperialistisch zurückgewiesen. Die 'graue Eminenz' hinter der Kampagne scheint Thurman Arnold gewesen zu sein, der von Franklin D. Roosevelt aus seinem Amt als oberster Wettbewerbshüter (der Antitrust Division) entfernt worden war.
Edwards Hauptanliegen war die staatliche Wettbewerbspolitik, welche Konsumenteninteressen gegen die Großindustrie verteidigt. Für seine institutionenökonomische Arbeiten erhielt er 1978 den Veblen-Commons Award von der Association for Evolutionary Economics.

## Tätigkeit für die Öffentliche Hand und als Gutachter
Edwards trat 1933 in den Staatsdienst ein: Er wurde „assistant director for consumer affairs“ in der National Recovery Administration, einer planwirtschaftlichen Behörde des New Deal unter Franklin D. Roosevelt. 1937 wechselte er zur Federal Trade Commission, wo er Chef-Ökonom wurde. Zwischen 1939 und 1944 war er wirtschaftlicher Berater und Vorsitzender des Politik-Beirats des Antitrust-Abteilung im Justiz-Ministeriums. 1948 kehrte er zur Federal Trade Commission zurück als Direktor des Büros für Industriewirtschaft, wo er bis 1953 blieb.
Edwards wurde vielfach mit Gutachten oder Beratungseinsätzen beauftragt. 1942 arbeitete er bei einem US-Projekt zur Lösung von Wirtschaftsproblemen in Brasilien mit und war 1947 als Leiter der Expertengruppe über japanische Konglomerate. Er war Berater für die US-Delegation bei den Vereinten Nationen über viele Jahre und sagte zu Antitrust-Fällen vor Kongress-Komitees aus.

## Privates
Edward war zunächst mit Jane Morris Ward verheiratet, die Ehe wurde geschieden. Seine zweite Frau war Gertrud Greig. Mit ihr hatte er zwei Kinder.

## Werke (Auswahl)
- The First International Workingmens̕ Association. Ithaca, NY. 1928.
- Some consumer problems. In: Berman, Edward: Economic problems in a changing world. - New York : Farrar & Rinehart, Inc. Publishers – 1939, S. 15–187.
- Economic and political aspects of international cartels. A study made for the Subcommittee on War Mobilization of the Committee on Military Affairs, United States Senate pursuant to S. Res. 107. A resolution authorizing a study of the possibilities of better mobilizing the national resources of the United States. Washington: Gov. Pr. Off.1944 und 1946.
- The Effect of Recent Basing Point Decisions Upon Business Practices. In: The American Economic Review 38 (1948). no. 5, S. 828–842.
- Regulation of monopolistic cartelization. In: Ohio State Law Journal 14 (1953), p. 252–278.
- Foreign trade and the antitrust laws : hearings before the Subcommittee on Antitrust and Monopoly of the Committee on the Judiciary, U. S. Senate, Washington, D. C., Bd. 1.1964, S. 481–598.
- Concentration data and concentration concepts in Japan. In: Economic concentration : hearings before the Subcommittee on Antitrust and Monopoly of the Committee on the Judiciary, United States Senate. - Washington : U. S. Gov. Print. Off. - Bd. 7a.1969, S. 4252–4256.
- The multimarket enterprise and economic power : remarks upon receipt of the Veblen-Commons Award, In: Journal of economic issues. – Philadelphia, Taylor & Francis Group, ISSN 0021-3624, ZDB-ID 4105369 – Bd. 13.1979, 2, S. 285–301.